# Kunstmuseum Mülheim an der Ruhr

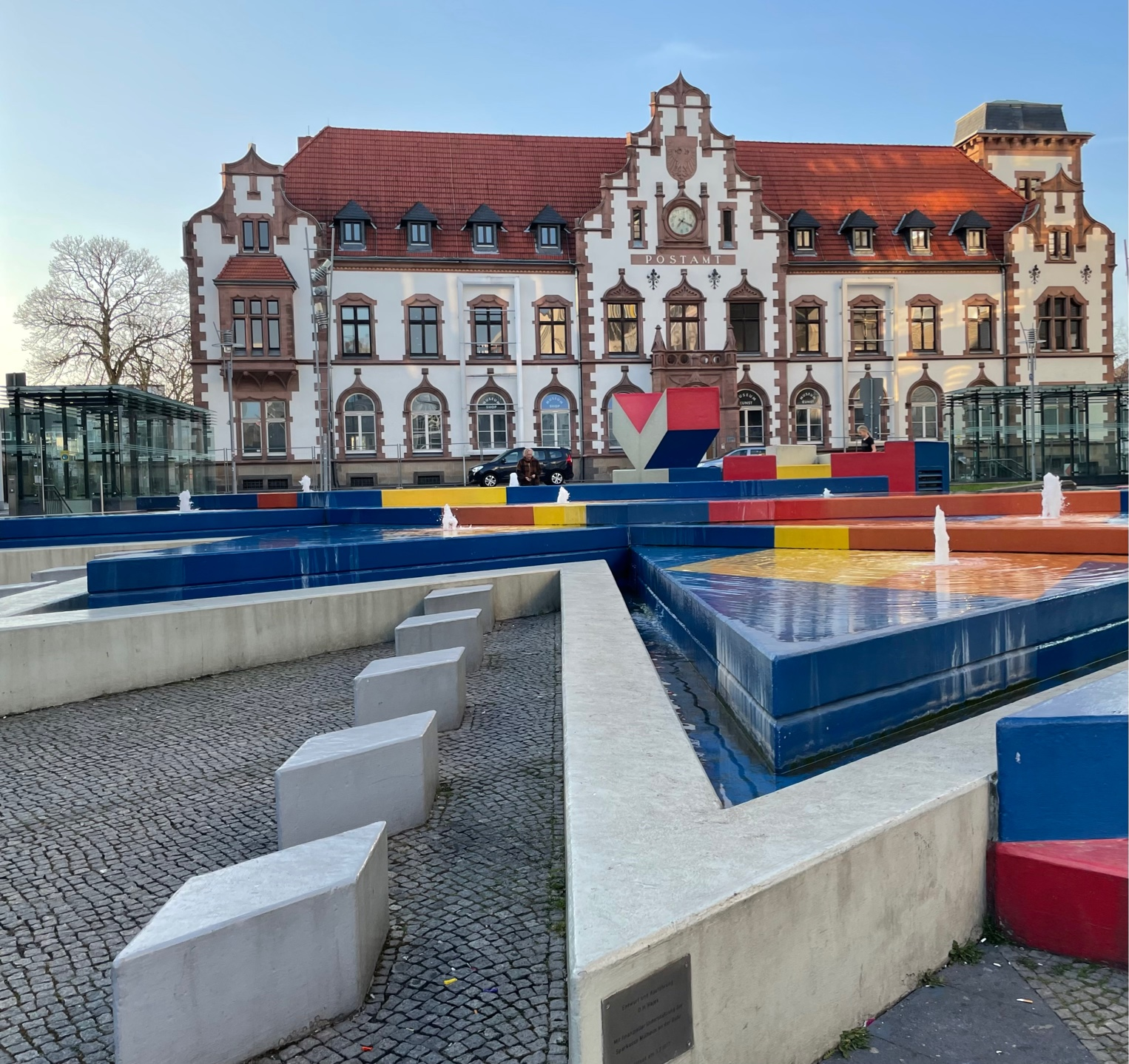
Mülheimer Kunstmuseum am Synagogenplatz 1 mit dem Hajek-Brunnen (2022)

Das städtische Kunstmuseum in Mülheim an der Ruhr zeigt Kunst des 20. und beginnenden 21. Jahrhunderts. Seit 1994 befindet es sich in der denkmalgeschützten ehemaligen kaiserlichen Hauptpost am Synagogenplatz 1 im Zentrum der Stadt. Das Museum gehört zu den einundzwanzig RuhrKunstMuseen.

## Geschichte
Das heute städtische Kunstmuseum Mülheim an der Ruhr ist das älteste Kunstmuseum der Ruhrtalstadt Mülheim und gehört zu den ältesten Kunstmuseen des Ruhrgebiets. Gegründet wurde es im Jahr 1909 auf Initiative des Mülheimer Mäzens, Heimatforschers und Kunstsammlers Robert Rheinen (1844–1920). Er brachte seine umfangreiche Sammlung ein, bestehend aus 1385 Exponaten, darunter Holzsachen, Gemälde, Webereien, Stickereien, Metallgegenstände, Keramikgegenstände und Bücher. Diese Sammlung präsentierte er zunächst in seinem eigenen Wohnhaus, später in einer klassizistischen Villa nahe der Ruhr.
Mit dem ersten wissenschaftlichen Leiter Werner Kruse wurde ab 1922 das Profil des Museums stärker auf die Kunst ausgerichtet. Er förderte junge, zeitgenössische Künstler, die mit Mülheim verbunden waren, wie Werner Gilles, Arthur Kaufmann, Hermann Lickfeld, Otto Pankok und Heinrich Siepmann.
1937 wurden im Rahmen einer deutschlandweiten konzertierten Aktion von den Nationalsozialisten aus dem Museum dreißig Arbeiten von Ernst Barlach, Max Beckmann, Peter August Böckstiegel, Lyonel Feininger, Conrad Felixmüller, George Grosz, Erich Heckel, Karl Hofer, Oskar Kokoschka, Wilhelm Lehmbruck, August Macke, Franz Marc, Emil Nolde, Otto Pankok und Max Pechstein als „entartete“ Kunst beschlagnahmt. Davon gelangte Feiningers Gemälde Roter Turm II (1930, Öl, 100 × 85 cm; WV Hess 332) 1981 als Stiftung von Maria und Karl Ziegler wieder in das Museum.
Bis zu einem großflächigen Bombenangriff im Juni 1943 war das Museum während Kruses Amtszeit in Räumlichkeiten im Landratsamt untergebracht. Bei dem Bombenangriff wurden das Gebäude und ein Großteil der Sammlung zerstört.
Nach dem Zweiten Weltkrieg war das Kunstmuseum lange Zeit in Provisorien untergebracht. Von 1952 bis 1961 übernahm Walter Möhring das Amt als Leitung und begann, durch Ankäufe die Sammlung neu aufzubauen. Mit dem Amtsantritt von Christel Denecke nahm der Erwerb von internationaler Grafik einen besonderen Stellenwert ein. Ihr gelangen Ankäufe sowohl bedeutender Grafiken der europäischen Avantgarde als auch zeitgenössischer Serien der Pop-Art. Des Weiteren baute sie die Sammlung der Klassischen Moderne aus. Ab 1970 bezog das Museum erstmals wieder eigene Räumlichkeiten an der Leineweberstraße in der Mülheimer Innenstadt.
1981 stiftete das Ehepaar Karl und Maria Ziegler seine hochkarätige Sammlung der Klassischen Moderne dem Museum. Im Jahr 1985 erfuhr auch der Grafikbestand Zuwachs durch die umfangreiche Zille-Sammlung des Mediziners Karl Gotthelf Themel.
Ab 1984 wurden unter der Leitung der Kunsthistorikerin Karin Stempel erneut Räumlichkeiten gesucht, die es ermöglichen sollten, die stark gewachsene Sammlung vollständig zu präsentieren. So wurde die ehemalige Hauptpost in Mülheim von 1984 bis 1994 zu einem Museum umgebaut. Der Vorplatz war bereits 1977 von dem Bildhauer Otto Herbert Hajek als farbiges Relief mit Stadtzeichen und Brunnen umgestaltet worden.
Bei der Eröffnung der neuen Räumlichkeiten war bereits die nächste Leiterin Gabriele Uelsberg im Amt. Mit Uelsberg kam eine rege Ausstellungstätigkeit mit bis zu zwölf Ausstellungen im Jahr in Gang, die sich vor allem durch ihre Raumbezogenheit auszeichneten. Ihre Nachfolgerin Beate Ermacora setzte bei den von ihr kuratierten Ausstellungen einen besonderen Schwerpunkt auf die Präsentation zeitgenössischer Kunst.
Von 2009 bis 2023 leitete die Kunsthistorikerin Beate Reese das Museum. Ihre Ausstellungstätigkeit richtete sich verstärkt auf die Sammlungen aus. 2019 konnte sie mit dem Förderkreis des Museums eine umfangreiche Plakatsammlung von Joseph Beuys für das Museum erwerben. Seit Oktober 2023 ist die Kunsthistorikerin Stefanie Kreuzer Museumsleiterin.

## Sammlung

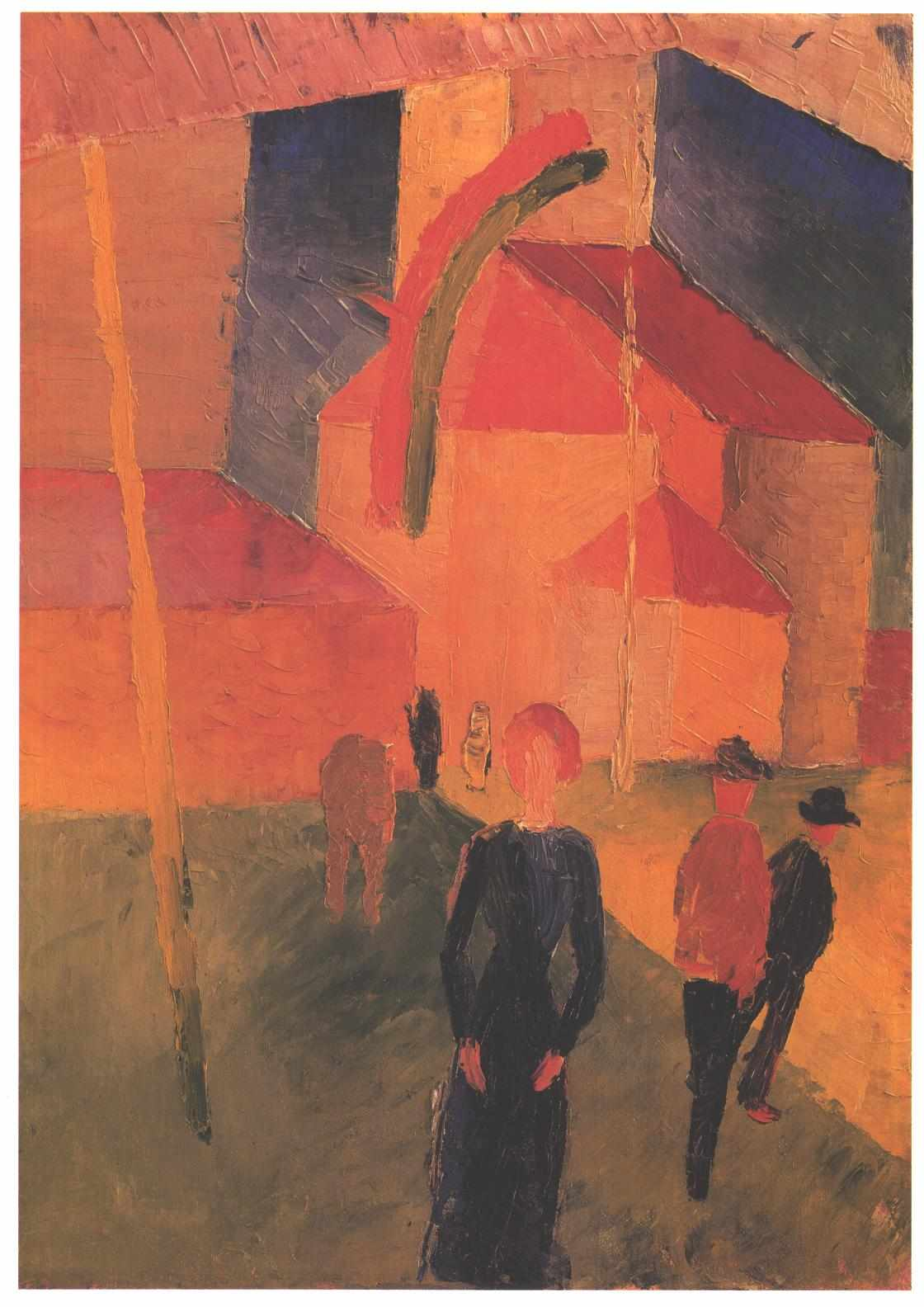
August Macke, Beflaggte Kirche

Das Museum beherbergt drei Sammlungen unter einem Dach u. a. mit bedeutenden Kunstwerken der Klassischen Moderne, der Nachkriegsmoderne und der internationalen zeitgenössischen Kunst.
Glanzstücke der städtischen Sammlung sind Gemälde der Künstler Max Beckmann, Karl Hofer, Hans Purrmann, Heinrich Campendonk, Erich Heckel, Alexej von Jawlensky, Otto Mueller, Karl Schmidt-Rottluff, Franz Marc, August Macke, Emil Nolde, Lyonel Feininger, Wassily Kandinsky, Paul Klee, Oskar Schlemmer und Max Ernst. Durch die Stiftung des Ehepaares Ziegler im Jahr 1981 wurde der Sammlungsschwerpunkt des Expressionismus und der Klassischen Moderne hochkarätig ergänzt. Auch die Nachkriegsmoderne ist mit Werken von Künstlern und Künstlerinnen des Informel, des Jungen Westen, ZERO und der amerikanischen Pop-Art vertreten. Besonders hervorzuheben ist der Schwerpunkt auf Arbeiten von Künstlerinnen wie Hannah Höch, Ida Kerkovius, Annegret Soltau, Ursula Hirsch, Dorothee Golz, Kathrin Ströbel und Helga Griffiths. Das Hauptwerk Arthur Kaufmanns „Die geistige Emigration“ (1938–1964) befindet sich in der Sammlung des Museums.
Die Grafische Sammlung beinhaltet neben Blättern von Ernst Barlach, Käthe Kollwitz, Salvador Dalí und Henri Matisse auch umfangreiche Mappenwerke wie „Die Hölle“ von Max Beckmann, „Daphnis und Chloé“ von Marc Chagall, die „Suite Vollard“ von Pablo Picasso sowie „Flash – November 22, 1963“ von Andy Warhol. Durch die 1985 erfolgte Schenkung des Mülheimer Arztes Karl G. Themel, konnte der Grafikbestand des Museums um eine umfangreiche Heinrich-Zille-Sammlung ergänzt werden. 2019 sind aus der Sammlung des Beuys-Freundes und Mediziners Axel Hinrich Murken etwa einhundert Plakate und Drucksachen von Joseph Beuys hinzugekommen.
Das Museum ist darüber hinaus für die Pflege, Erhaltung und wissenschaftlichen Bearbeitung der mehr als dreihundert über das gesamte Stadtgebiet verteilten „Kunstwerke im öffentlichen Raum“ zuständig.

## Ausstellungen (Auswahl)
- 2010: Max Ernst – Aus eigenem Bestand. (21. November 2010 – 9. Januar 2011)
- 2011: Picassos Welt der Tiere. Grafische Serien aus dem Bestand des Kunstmuseums. (30. Januar – 25. April 2011)
- 2011: Träumender und Sehender – Werner Gilles (1894–1961). (9. Oktober 2011 – 8. Januar 2012)
- 2012: Franz Marc. Mädchen mit Katze – Gemälde, Aquarelle und Zeichnungen. (9. September – 25. November 2012)
- 2013: Max Beckmann. Von Europa nach Amerika. Zeichnungen aus dem Nachlass von Mathilde Q. Beckmann.(1. September 2013 – 24. November 2013)
- 2014: August Macke, Sehnsucht nach dem verlorenen Paradies. (2. Februar – 27. April 2014)[14]
- 2015: Pablo Picasso, Die Suite Vollard. (15. März – 28. Juni 2015)
- 2015: Richard Lindner  – Fun City. Arbeiten auf Papier. (12. Juli – 11. Oktober 2015)
- 2015: China 8 – Zeitgenössische Kunst aus China an Rhein und Ruhr. (15. Mai. – 13. September 2015)
- 2015: Befreite Moderne. Kunst in Deutschland 1945 bis 1949. (27. September 2015 – 10. Januar 2016)[15]
- 2016: Hannah Höch, Revolutionärin der Kunst. (11. September 2016 – 8. Januar 2017)[16]
- 2017: Fern der großen Städte – Expressionismus der 1920er-Jahre. (24. September 2017 – 14. Januar 2018)
- 2019: Wieviel Bauhaus ist in Mülheim? (17. Mai. – 8. September 2019)
- 2024: Im Herzen wild (25. Mai 2024 bis 12. Januar 2025)
- 2025: WE. Der Körper als Zeichen. (23. Februar bis 7. September 2025)
- 2025/2026: Solo Show Natalie Czech Every Window thinks of itself as beeing an opening (27. September 2025 bis 12. April 2026)

## Direktion
- 1922–1952: Werner Kruse
- 1952–1961: Werner Möhring
- 1962–1982: Christel Denecke
- 1982–2002: Gabriele Uelsberg
- 2004–2009: Beate Ermacora
- 2009–2023: Beate Reese
- ab Oktober 2023: Stefanie Kreuzer